# Liste von Terroranschlägen in Äthiopien
Die Liste von Terroranschlägen in Äthiopien beinhaltet eine Übersicht über in Äthiopien geschehene Terroranschläge.
Zur großen Übersicht siehe Liste von Terroranschlägen.

## Erläuterung
In der Spalte Politische Ausrichtung ist die politische bzw. weltanschauliche Einordnung der Täter angegeben: faschistisch, rassistisch, nationalistisch, nationalsozialistisch, sozialistisch, kommunistisch, antiimperialistisch, islamistisch (schiitisch, sunnitisch, deobandisch, salafistisch, wahhabitisch), hinduistisch. Bei vorrangig auf staatliche Unabhängigkeit oder Autonomie zielender Ausrichtung ist autonomistisch vorangestellt, gefolgt von der Region oder der Volksgruppe und ggf. weiteren Merkmalen der Täter: armenisch, irisch (katholisch), kurdisch, tirolisch, tschetschenisch, dagestanisch, punjabisch (sikhistisch), palästinensisch.
Die Opferzahlen der Anschläge werden farbig dargestellt:

Die Zahl bei den Anschlägen getöteter/verletzter Täter ist in Klammern ( ) gesetzt.

## Vor 2000
| Datum/Beginn      | Ort         | Artikel/Quelle(n) | Täter                             | Politische Ausrichtung                                                                  | Mittel                      | Ziel                         | Tote | Verletzte | Hintergrund              |
| ----------------- | ----------- | ----------------- | --------------------------------- | --------------------------------------------------------------------------------------- | --------------------------- | ---------------------------- | ---- | --------- | ------------------------ |
| 26. Oktober 1978  | Asmara      | [ 1 ]             | ELF                               | autonomistisch, eritreisch-nationalistisch, marxistisch-leninistisch, sozialkonservativ | Automatische Schusswaffe(n) | Militärstützpunkt            | 25   |           | Äthiopischer Bürgerkrieg |
| 02. Mai 1979      | Amhara      | [ 2 ]             | TPLF                              | marxistisch-leninistisch                                                                |                             | Dorf                         | 100  |           | Äthiopischer Bürgerkrieg |
| 19. Oktober 1984  | Lalibela    | [ 3 ]             | TPLF                              | marxistisch-leninistisch                                                                |                             | Stadt                        | 200  | 200       | Äthiopischer Bürgerkrieg |
| 27. Dezember 1986 | Amhara      | [ 4 ]             | IHAPA                             | föderalistisch                                                                          |                             |                              | 40   |           |                          |
| 10. Oktober 1991  | Somali      | [ 5 ]             | Issa and Gurgura Liberation Front |                                                                                         | Automatische Schusswaffe(n) | EPRDF-Einheit                | 100  | 0         |                          |
| 14. November 1991 | Somali      | [ 6 ]             | Amhara-Extremisten                |                                                                                         | Pistole(n), Messer          | Stammesmitglieder der Oromos | 61   | 0         |                          |
| 04. April 1992    | nahe Jijiga | [ 7 ]             | IHAPA                             | kommunistisch, marxistisch-leninistisch                                                 | Automatische Schusswaffe(n) | Friedensmarsch               | 200  | 300       | Oromo-Konflikt           |
| 12. April 1997    | Addis Abeba | [ 8 ] [ 9 ]       |                                   |                                                                                         | Granaten                    | Restaurants                  | 2    | 84        |                          |
| 14. April 1997    | Addis Abeba | [ 10 ]            |                                   |                                                                                         | Granate                     | Supermarkt                   | 0    | 33        |                          |

## 2000–2010
| Datum/Beginn       | Ort         | Artikel/Quelle(n)    | Täter                 | Politische Ausrichtung     | Mittel                 | Ziel                              | Tote | Verletzte | Hintergrund             |
| ------------------ | ----------- | -------------------- | --------------------- | -------------------------- | ---------------------- | --------------------------------- | ---- | --------- | ----------------------- |
| 11. September 2002 | Addis Abeba | [ 11 ]               |                       |                            | Sprengstoff            | Hotel                             | 1    | 37        |                         |
| 25. Juli 2005      | Jijiga      | [ 12 ] [ 13 ] [ 14 ] |                       |                            | 3 Granaten             | Hotel                             | 5    | 31        |                         |
| 15. Oktober 2006   | Oromia      | [ 15 ]               | vermutlich Islamisten | islamistisch               | Stichwaffen            | Christliche Zivilisten            | 10   | 30        |                         |
| 19. Januar 2007    | Somali      | [ 16 ]               | vermutlich ONLF       | autonomistisch             | Schusswaffen           |                                   | 25   | 0         | Aufstand im Ogaden      |
| 24. April 2007     | Somali      | [ 17 ]               | ONLF                  | autonomistisch             | Schusswaffen, Granaten | Chinesische Öl-Explorationsanlage | 74   | 0         | Aufstand im Ogaden      |
| 28. Mai 2007       | Jijiga      | [ 18 ]               | ONLF                  | autonomistisch             | 5 Handgranaten         | Stadion, Kundgebung, Zivilisten   | 5    | 52        | Aufstand im Ogaden      |
| 02. November 2007  | Somali      | [ 19 ]               | al-Shabaab            | wahhabitisch, islamistisch | Sprengstoff            | Hotel, Soldaten                   | 100+ |           | Somalischer Bürgerkrieg |
| 28. September 2008 | Addis Abeba | [ 20 ]               |                       |                            | Sprengsatz             | Sport-Bar, Zivilisten             | 7    | 24        |                         |

## Seit 2010
| Datum/Beginn       | Ort                                                      | Artikel/Quelle(n)                                                     | Täter                                               | Politische Ausrichtung                                                                                              | Mittel                                               | Ziel                                          | Tote      | Verletzte | Hintergrund                      |
| ------------------ | -------------------------------------------------------- | --------------------------------------------------------------------- | --------------------------------------------------- | --- | ---------------------------------------------------- | --------------------------------------------- | --------- | --------- | -------------------------------- |
| 25. April 2010     | Oromia                                                   | [ 21 ]                                                                |                                                     | | Sprengsatz                                           | Café                                          | 5         | 20        |                                  |
| 28. Oktober 2015   | Region der südlichen Nationen, Nationalitäten und Völker | [ 22 ]                                                                | Tepi Youth                                          | | Schusswaffen                                         | Soldaten                                      | 20 (+2)   | 0         |                                  |
| 15. Dezember 2015  | Amhara                                                   | [ 23 ]                                                                | Patriotic Ginbot 7 Movement for Unity and Democracy | |                                                      | Militärstützpunkt                             | 19        | 20        |                                  |
| 15. April 2016     | Gambela                                                  | [ 24 ] [ 25 ] [ 26 ] [ 27 ] [ 28 ] [ 29 ] [ 30 ] [ 31 ] [ 32 ] [ 33 ] |                                                     | | Schusswaffen                                         | Dörfer                                        | 208 (+60) | 80        |                                  |
| 23. Juni 2018      | Addis Abeba                                              | [ 34 ]                                                                | Oromo-Befreiungsfront                               | autonomistisch | Granate                                              | Kundgebung                                    | 2         | 156       | Äthiopische Proteste 2016        |
| 24. Juni 2019      | Addis Abeba, Bahir Dar                                   | [ 35 ]                                                                | vermutlich Amharen-Milizionäre                      | | Schusswaffen                                         |                                               | 50        | 23        | Putschversuch in Äthiopien 2019  |
| 23. Februar 2020   | Addis Abeba                                              | [ 36 ] [ 37 ]                                                         | OLF                                                 | autonomistisch, oromo-nationalistisch, sozialistisch                                                                | Granate                                              | Kundgebung                                    | 0         | 29        | Oromo-Konflikt                   |
| 05. September 2020 | Benishangul-Gumuz                                        | [ 38 ]                                                                |                                                     | | Maschinengewehre                                     | Zivilisten                                    | 89        |           | Scharia-Konflikt in Nigeria      |
| 01. November 2020  | Wollega                                                  | [ 39 ] [ 40 ] [ 41 ] [ 42 ] [ 43 ]                                    | OLF, TPLF                                           | autonomistisch, oromo-nationalistisch, sozialistisch; autonomistisch, tigray-nationalistisch, links-nationalistisch | Schusswaffen, Entführung, Exekution, Brandstiftung   | Amhara-Zivilisten                             | 54        |           | Oromo-Konflikt                   |
| 09. November 2020  | Tigray                                                   | [ 44 ] [ 45 ]                                                         | Samri-Miliz, vermutlich TPLF / Amhara-Miliz         | autonomistisch, tigray-nationalistisch, links-nationalistisch                                                       | Macheten, Messer, Äxte                               | Amhara-Zivilisten, Tigray-Zivilisten          | 767       |           | Bürgerkrieg in Äthiopien ab 2020 |
| 14. November 2020  | Benishangul-Gumuz                                        | [ 46 ]                                                                | TPLF                                                | autonomistisch, tigray-nationalistisch, links-nationalistisch                                                       | Schusswaffen                                         | Bus                                           | 34        |           | Bürgerkrieg in Äthiopien ab 2020 |
| 15. Dezember 2020  | Oromia                                                   | [ 47 ]                                                                | OLF                                                 | autonomistisch, oromo-nationalistisch, sozialistisch                                                                | Schusswaffen                                         | Amhara-Zivilisten                             | 19        | 24        | Bürgerkrieg in Äthiopien ab 2020 |
| 23. Dezember 2020  | Bekuji, Bulen, Woreda (Metekel-Zone)                     | [ 40 ] [ 48 ] [ 49 ]                                                  | Gumuz-Extremisten                                   | | Schusswaffen, Brandstiftung, Messer, Pfeil und Bogen | Dorf, Amhara-, Oromo- und Shinasha-Zivilisten | 207 (+15) | 38        | Metekel-Konflikt                 |
| 27. Juli 2021      | Somali                                                   | [ 50 ]                                                                | Afarische Milizionäre                               | |                                                      |                                               | 300       |           | Zweiter Äthiopischer Bürgerkrieg |
| 18. Juni 2022      | nahe Gimbi                                               | [ 51 ] [ 52 ]                                                         |                                                     | | Schusswaffen                                         | Amharische Zivilisten                         | 100+      |           | Zweiter Äthiopischer Bürgerkrieg |
| 29. August 2022    | Oromia                                                   | [ 53 ]                                                                | Fano                                                | |                                                      | Oromo-Zivilisten                              | 42        |           | Oromo-Konflikt                   |